# Gu Shan
Gu Shan (kinesiska: 鼓山) är ett berg i Kina. Det ligger i provinsen Fujian, i den sydöstra delen av landet, omkring 11 kilometer öster om provinshuvudstaden Fuzhou. Toppen på Gu Shan är 760 meter över havet.
Runt Gu Shan är det tätbefolkat, med 982 invånare per kvadratkilometer. Närmaste större samhälle är Fuzhou, 11,1 km väster om Gu Shan. I omgivningarna runt Gu Shan växer i huvudsak blandskog.
Genomsnittlig årsnederbörd är 2 025 millimeter. Den regnigaste månaden är augusti, med i genomsnitt 344 mm nederbörd, och den torraste är oktober, med 30 mm nederbörd.